# فرار گرمایی

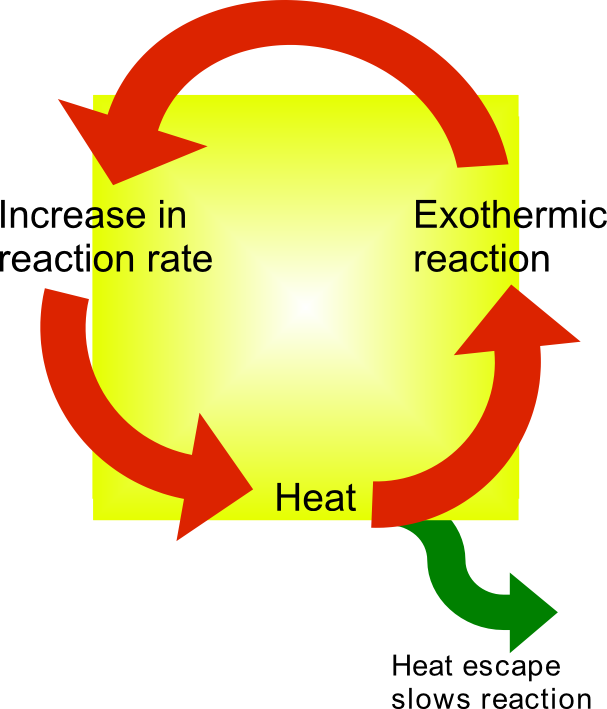
نمودار فرار گرمایی

فرار گرمایی (به انگلیسی: Thermal runaway) یا فرار حرارتی فرآیندی را توصیف می‌کند که با افزایش دما تسریع می‌شود و در نتیجه انرژی آزاد می‌شود که دما را بیشتر می‌کند. فرار گرمایی در شرایطی اتفاق می‌افتد که افزایش دما شرایط را به گونه‌ای تغییر می‌دهد که باعث افزایش بیشتر دما می‌شود که اغلب منجر به یک نتیجه مخرب می‌شود. این یک نوع بازخورد مثبت کنترل‌نشده است.
در شیمی (و مهندسی شیمی)، فرار گرمایی با واکنش‌های شدید گرمازا همراه است که با افزایش دما تسریع می‌شوند. در مهندسی برق، فرار گرمایی معمولاً با افزایش جریان و اتلاف توان همراه است. فرار گرمایی می‌تواند در مهندسی عمران رخ‌دهد، به‌ویژه زمانی که گرمای آزادشده توسط مقادیر زیادی بتن عمل آوری کنترل نشود. در اخترفیزیک، واکنش‌های همجوشی هسته‌ای فراری در ستارگان می‌تواند منجر به نواختر و چندین نوع انفجار ابرنواختر شود، و همچنین به عنوان یک رویداد کمتر دراماتیک در فرگشت عادی ستاره‌های جرم-خورشیدی، «درخش هلیوم» رخ می‌دهد.
برخی از محققان اقلیم فرض‌کرده‌اند که افزایش متوسط دمای جهانی ۳ تا ۴ درجه سانتیگراد بالاتر از سطح پایه ماقبل صنعتی می‌تواند منجر به افزایش کنترل‌نشده بیشتر در دمای سطح شود. به عنوان مثال، انتشار متان، یک گاز گلخانه‌ای قوی‌تر از CO2، از تالاب‌ها، ذوب یخ‌خاک و رسوبات آژگن‌سان بستر دریا در حاشیه قاره می‌تواند در معرض بازخورد مثبت باشد.

## مهندسی شیمی
واکنش‌های شیمیایی شامل فرار گرمایی در مهندسی شیمی انفجارهای گرمایی یا در شیمی آلی واکنش‌های فرار نامیده می‌شوند. این فرآیندی است که طی آن یک واکنش گرمازا از کنترل خارج می‌شود: سرعت واکنش به دلیل افزایش دما افزایش می‌یابد و باعث افزایش بیشتر دما و در نتیجه افزایش سریع بیشتر در سرعت واکنش می‌شود. این به حوادث شیمیایی صنعتی کمک کرده، به ویژه فاجعه سال ۱۹۴۷ شهر تگزاس ناشی از گرم شدن بیش از حد نیترات آمونیوم در انبار کشتی، و انفجار زوالن در سال ۱۹۷۶ در دِرایِر در کینگز لین. نظریه فرانک-کامنتسکی یک مدل تحلیلی ساده شده برای انفجار گرمایی ارائه می‌دهد. انشعاب زنجیره‌ای یک سازوکار بازخورد مثبت اضافی است که ممکن است به دلیل افزایش سریع سرعت واکنش باعث افزایش دما شود.

## گرمایش ریزموج
ریزموج برای گرم‌کردن مواد مختلف در پخت و پز و فرآیندهای مختلف صنعتی استفاده می‌شود. سرعت گرم شدن ماده به جذب انرژی بستگی دارد که به ثابت دی‌الکتریک ماده بستگی دارد. وابستگی ثابت دی‌الکتریک به دما برای مواد مختلف متفاوت است؛ برخی از مواد با افزایش دما افزایش قابل توجهی نشان می‌دهند. این رفتار، زمانی که مواد در معرض امواج ریزموج قرار می‌گیرند، منجر به بیش‌گرماش موضعی انتخابی می‌شود، زیرا نواحی گرم‌تر نسبت به مناطق سردتر بهتر می‌توانند انرژی بیشتری را بپذیرند – که به ویژه برای عایق‌های گرمایی خطرناک است، جایی که تبادل گرما بین نقاط داغ و بقیه مواد کند است. این مواد را مواد با فرار گرمایی می‌نامند. این پدیده در برخی از سرامیک‌ها رخ می‌دهد.

## مهندسی برق
برخی از قطعات الکترونیکی با افزایش دمای داخلی، مقاومت کمتر یا ولتاژ راه‌اندازی کمتری (برای مقاومت‌های غیرخطی) ایجاد می‌کنند. اگر شرایط مدار باعث افزایش قابل توجه جریان جریان در این وضعیت شود، افزایش اتلاف توان ممکن است با گرمایش ژول دما را بیشتر افزایش دهد. یک چرخه معیوب یا اثر بازخورد مثبت فرار گرمایی می‌تواند باعث خرابی شود، گاهی به طرز ناگهانی (مانند انفجار الکتریکی یا آتش‌سوزی). برای جلوگیری از این خطرات، سامانه‌های الکترونیکی که به‌خوبی طراحی شده‌اند، معمولاً از محافظ محدودکننده جریان، مانند فیوزهای گرمایی، مدارشکن‌ها، یا محدودکننده‌های جریان PTC استفاده می‌کنند.

### نیم‌رساناها
سیلیکون مشخصات عجیبی را نشان می‌دهد، به این ترتیب که مقاومت الکتریکی آن با دما تا حدود ۱۶۰ درجه سانتیگراد افزایش می‌یابد. سپس شروع به کاهش می‌کند و با رسیدن به نقطه ذوب بیشتر کاهش می‌یابد. این می‌تواند منجر به پدیده‌های فرار گرمایی در ناحیه داخلی پیوند نیم‌رسانا شود. مقاومت در ناحیه‌ای که بالاتر از این آستانه گرم می‌شوند کاهش می‌یابد و اجازه می‌دهد جریان بیشتری از مناطق بیش‌گرم‌شده عبورکند و به نوبه خود باعث گرمای بیشتر در مقایسه با ناحیه اطراف می‌شود که منجر به افزایش بیشتر دما و کاهش مقاومت می‌شود. این منجر به پدیده ازدحام جریان و تشکیل رشته‌های جریان می‌شود (شبیه به هجوم جریان، اما درون یک تک افزاره)، و یکی از دلایل اساسی بسیاری از خرابی‌های پیوند نیم‌رسانا است.

### ترانزیستورهای پیوند دوقطبی (BJT)
جریان نشتی در ترانزیستورهای دوقطبی (به ویژه ترانزیستورهای دوقطبی مبتنی بر ژرمانیوم) با افزایش دما به‌طور قابل توجهی افزایش می‌یابد. بسته به طراحی مدار، این افزایش جریان نشتی می‌تواند جریان عبوری از ترانزیستور و در نتیجه اتلاف توان را افزایش دهد و باعث افزایش بیشتر جریان نشتی کلکتور به امیتر شود. این اغلب در طبقه پوش-پول یک تقویت‌کننده کلاس AB دیده می‌شود. اگر ترانزیستورهای بالا-کش و پایین-کش بایاس شوند تا حداقل اعوجاج تقاطعی را در دمای اتاق داشته باشند، و بایاس با دما جبران نشود، با افزایش دما هر دو ترانزیستور هرچه بیشتر بایاسِ روشن می‌شوند و باعث افزایش بیشتر جریان و توان می‌شود. و در نهایت یک یا هر دو قطعه را ازبین می‌برد.
یک قانون کلی برای جلوگیری از فرار گرمایی این است که نقطه کار یک BJT را طوری نگه دارید که Vce ≤ 1/2Vcc
روش دیگر این است که یک ترانزیستور حسگر بازخورد گرمایی یا افزاره دیگری را روی گرماگیر نصب کنید تا ولتاژ بایاس تقاطعی را کنترل کنید. با گرم شدن ترانزیستورهای خروجی، ترانزیستور بازخورد گرمایی نیز گرم می‌شود. این به نوبه خود باعث می‌شود که ترانزیستور بازخورد گرمایی با ولتاژ اندکی پایین‌تر روشن شود و ولتاژ بایاس نقاطعی کاهش یابد و در نتیجه گرمای تلف شده توسط ترانزیستورهای خروجی کاهش یابد.

### ماسفت‌های قدرت
ماسفت‌های قدرت معمولاً با افزایش دما مقاومت-روشن خود را افزایش می‌دهند. تحت برخی شرایط، توان تلف‌شده در این مقاومت باعث گرم‌شدن بیشتر محل پیوند می‌شود که باعث افزایش بیشتر دمای پیوند در یک حلقه بازخورد مثبت می‌شود. در نتیجه، ماسفت‌های قدرت دارای ناحیه‌های کاری پایدار و ناپایدار هستند.

### وریستورهای اکسید فلز (MOV)
وریستورهای اکسید فلز معمولاً با گرم شدن مقاومت کمتری از خود نشان می‌دهند. اگر مستقیماً دوسر یک گذرگاه برق AC یا DC وصل شود (یک کاربرد رایج برای محافظت در برابر گذارهای الکتریکی)، یک ام‌اووی که ولتاژ آتش پایین‌تری ایجاد کرده است، می‌تواند به سمت فرار گرمایی فاجعه‌بار بلغزد و احتمالاً به یک انفجار کوچک یا آتش‌سوزی ختم می‌شود. برای جلوگیری از این احتمال، جریان خرابی معمولاً توسط یک فیوز گرمایی، مدارشکن یا سایر وسایل محدودکننده جریان، محدود می‌شود.

### خازن‌های تانتالیوم
خازن‌های تانتالیوم، تحت برخی شرایط، مستعد خود تخریبی توسط فرار گرمایی هستند. خازن معمولاً از یک اسفنج تانتالیوم تَفجوش که به عنوان آند عمل می‌کند، یک کاتد دی‌اکسید منگنز و یک لایه دی‌الکتریک از پنتاکسید تانتالیوم تشکیل شده است که بر روی سطح اسفنج تانتالیوم با آندش ایجاد می‌شود. ممکن است اتفاق بیفتد که لایه اکسید تانتالیوم دارای نقاط ضعیفی باشد که در طی یک افزایش ولتاژ دچار شکست دی‌الکتریک می‌شوند. سپس اسفنج تانتالیوم در تماس مستقیم با دی‌اکسید منگنز قرار می‌گیرد و افزایش جریان نشتی باعث گرمایش موضعی می‌شود. معمولاً، این یک واکنش شیمیایی گرماگیر ایجاد می‌کند که اکسید منگنز (III) تولید می‌کند و لایه دی‌الکتریک اکسید تانتالم را بازسازی (خودترمیم) می‌کند.
با این حال، اگر انرژی تلف‌شده در نقطه شکست به اندازه کافی زیاد باشد، یک واکنش گرمازا خودتداوم می‌تواند شروع شود، مشابه واکنش گرمازا، با تانتالیوم فلزی به عنوان سوخت و دی‌اکسید منگنز به عنوان اکساینده. این واکنش نامطلوب خازن را از بین می‌برد و دود و احتمالاً شعله تولید می‌کند.

### منطق دیجیتال
جریان نشتی ترانزیستورهای سوئیچینگ منطقی با افزایش دما افزایش می‌یابد. در موارد نادر، این ممکن است منجر به فرار گرمایی در مدارهای دیجیتال شود. این یک مشکل رایج نیست، زیرا جریان‌های نشتی معمولاً بخش کوچکی از مصرف برق کلی را تشکیل می‌دهند، بنابراین افزایش توان نسبتاً کم است - برای یک اتلون ۶۴، اتلاف توان به‌ازای هر ۳۰ درجه سانتی‌گراد حدود ۱۰ درصد افزایش می‌یابد. برای افزاره‌ای با تی‌دی‌پی ۱۰۰ وات، برای ایجاد فرار گرمایی، گرماگیر باید رسانندگی گرمایی بیش از 3 K/W (کلوین بر وات) داشته باشد که حدود ۶ برابر بدتر از گرمای موجود در سوکت گرماگیر اتلون ۶۴ است. (گرماگیر استوک اتلون ۶۴ با 0.34 K/W رتبه‌بندی شده است، اگرچه مقاومت گرمایی واقعی در برابر محیط تا حدودی بالاتر است، زیرا به دلیل مرز گرمایی بین پردازنده و گرماگیر، افزایش دما در بدنه و سایر مقاومت‌های گرمایی است.) صرف نظر از این، یک گرماگیر ناکافی با مقاومت گرمایی بیش از ۰٫۵ تا 1 K/W می‌تواند منجر به تخریب یک افزاره ۱۰۰ واتی حتی بدون اثرات فرار گرمایی شود.

### باتری‌ها
هنگامی که به‌طور نامناسب استفاده می‌شود، یا در صورت تولید معیوب، برخی از باتری‌های قابل شارژ ممکن است دچار فرار گرمایی و درنتیجه بیش‌گرمایش شوند. سلول‌های دَرزبندی‌شده گاهی به شدت منفجر می‌شوند، اگر دریچه‌های ایمنی ازهم‌پاشیده یا ناکارآمد باشند. باتری‌های لیتیوم‌یونی به‌ویژه در معرض فرار حرارتی قرار دارند که بیشتر به شکل باتری لیتیوم پلیمری هستند. گزارش‌هایی از انفجار تلفن‌های همراه گهگاه در روزنامه‌ها منتشر می‌شود. در سال ۲۰۰۶، باتری‌های اپل، اچ پی، توشیبا، لنوو، دل و سایر سازندگان نوت‌بوک به دلیل آتش‌سوزی و انفجار فراخوان شدند. اداره ایمنی خطوط لوله و مواد خطرناک (PHMSA) وزارت ترابری ایالات متحده مقرراتی را در مورد حمل انواع خاصی از باتری‌ها در هواپیماها به دلیل ناپایداری آنها در شرایط خاص وضع کرده است. این اقدام تا حدی از آتش‌سوزی قسمت بار در یک هواپیمای یوپی‌اس برگرفته شده است. یکی از راه‌حل‌های ممکن استفاده از مواد ایمن‌تر و کمتر واکنش‌پذیر (لیتیوم تیتانات) و کاتد (لیتیوم آهن فسفات) است - در نتیجه از الکترودهای کبالت در بسیاری از سلول‌های قابل‌شارژ لیتیوم - همراه با الکترولیت‌های غیرقابل‌اشتعال مبتنی‌بر مایعات یونی اجتناب می‌شود.

## اخترفیزیک
واکنش‌های فرار گرماهسته‌ای می‌توانند در ستاره‌ها رخ دهند که همجوشی هسته‌ای در شرایطی گرفته می‌شود که تحت آن فشار گرانشی اعمال شده توسط لایه‌های پوشاننده ستاره بسیار بیشتر از فشار حرارتی است، وضعیتی که افزایش سریع دما را از طریق فشرده‌سازی گرانشی ممکن می‌سازد.

### نواختر
نواختر از فرار همجوشی هیدروژنی (از طریق چرخه سی‌ان‌او) در لایه بیرونی یک ستاره کوتوله سفید کربن-اکسیژن حاصل می‌شود. اگر یک کوتوله سفید یک ستاره همدم (به انگلیسی: companion) داشته باشد که بتواند از آن گاز برافزاید، این ماده در یک لایه سطحی انباره (به انگلیسی: accumulate) می‌شود که توسط گرانش شدید کوتوله تبهگن (به انگلیسی: degenerate) می‌شود. در شرایط مناسب، یک لایه هیدروژن به اندازه کافی ضخیم درنهایت تا دمای ۲۰ میلیون کلوین گرم می‌شود و فرار همجوشی را گیرانش (به انگلیسی: Ignition) می‌کند. لایه سطحی از کوتوله سفید منفجر می‌شود و درخشندگرا با ضریب ۵۰۰۰۰ افزایش می‌دهد. با این حال، کوتوله سفید و همراه دست نخورده باقی می‌مانند، بنابراین روند می‌تواند تکرار شود. زمانی که لایه بیرونی گیران (به انگلیسی: ignites) از هلیوم تشکیل شده باشد ، نوع تُنُک نواختر ممکن است رخ دهد.

### فوران پرتو-ایکس
مشابه فرایند منتهی به نواخترها، ماده تبهگن نیز می‌تواند روی سطح یک ستاره نوترونی که گاز برافزاینده یک همدم نزدیک را انباره می‌کند. اگر یک لایهٔ به اندازه کافی ضخیم از هیدروژن انباشته شود، فرار گیرانش (به انگلیسی: ignition) همجوشی هیدروژن می‌تواند منجر به فوران پرتوی ایکس شود. مانند نواخترها، چنین فوران‌هایی تمایل به تکرار دارند و ممکن است توسط هلیوم یا حتی کربن همجوشی آتش شوند. پیشنهاد شده است که در مورد «ابرفوران‌ها»، فرار فروشکست (به انگلیسی: breakup) هسته‌های سنگین انباره شده به هسته‌های گروه آهن از طریق تفکیک‌نوری (به انگلیسی: photodissociation) به جای همجوشی هسته‌ای می‌تواند بخش عمده انرژی فوران را داشته باشد.